# Chaetonotus schultzei
Chaetonotus schultzei is een buikharige uit de familie Chaetonotidae. De wetenschappelijke naam van de soort werd in 1865 voor het eerst geldig gepubliceerd door Metschnikoff. De soort wordt in het ondergeslacht Schizochaetonotus geplaatst.